# Robert Klun
Robert Klun, slovenski arhitekt, *  1972, Augsburg, Nemčija

## Življenje in delo
»Leta 1999 je diplomiral na univerzi za arhitekturo in oblikovanje v Ljubljani. Med študijem je sodeloval z več vplivnimi profesorji kot so P. Mc Keith iz Helsinkov, P. Gabrijelčič iz Ljubljane, prof. B. Podrecca z Dunaja in za svoje delo prejel več študentskih arhitekturnih nagrad. Robert Klun je bil leta 2006 izvoljen za predsednika Društva oblikovalcev Slovenije. Sedem let je vodil društvo kot najmlajši predsednik v zgodovini, danes je član Upravnega odbora. Leta 2012 je ustanovil konzorcij pod okriljem arhitekturnega, oblikovalskega in inženiring studia Magnet Design, ki ima danes 8 arhitektov. V okviru tega konzorcija je začel podpirati in vključevati projekte slovenskega gospodarstva, predvsem na področju gradbeništva, lesenega in trajnostnega pohištva, oblikovanja in arhitekture. 

Leta 2011 je bil soustanovitelj razvojnega centra RC31 in leta 2020 je ustanovil Raziskovalno skupino, ki jo sestavljajo prof. Nada Matičič, prof. Peter Gabrijelčič in Robert Klun. Njegovo notranje oblikovanje in arhitektura dela potekajo izven evropskih meja, njegova ekipa pa oblikuje projekte v regiji GCC. Uspešno zaključeni projekti Magnet Design: Canary Hills Compound v Saudski Arabiji, Marriot Hotel v Rijadu, Starwood Aloft v Rijadu in Dhahranu, Vile Todorovič v Beogradu, ekološko, leseno naselje Terme Topolščica, HERMI 4. V začetku leta 2019 je njegov arhitekturni studio zmagal na razpisu za idejno zasnovo slovenskega paviljona na EXPO 2020 Dubai, za kar je prejel več mednarodnih nagrad za trajnostno arhitekturo. Vseskozi deluje kot predavatelj in mentor študentom, tako na Arhitekturni univerzi Ljubljana, strokovnih posvetih v Beogradu in Ljubljani. V letu 2020 je pričel z lastno ekipo razvijati "virtualni svet - WE ARE".«

## Nagrade
·    Za projekt EXPO DUBAI je prejel nekaj nagrad: 
Architecture Masterprize Los Angeles za projekt EXPO 2020 DUBAI, 
Going Green Global, Fakulteta za design za projekt EXPO 2020 DUBAI
BIG SEE za projekt EXPO 2020DUBAI
·    Oblikovalski dosežek Društva oblikovalcev Slovenije za: Private Cell (2019)
·    Oblikovalski dosežek Društva oblikovalcev Slovenije za: Stolček C19 Cahirity (2020)